# Maurya angulata
Maurya angulata är en insektsart som beskrevs av William D. Funkhouser. Maurya angulata ingår i släktet Maurya och familjen hornstritar. Inga underarter finns listade i Catalogue of Life.